# Adele Addison

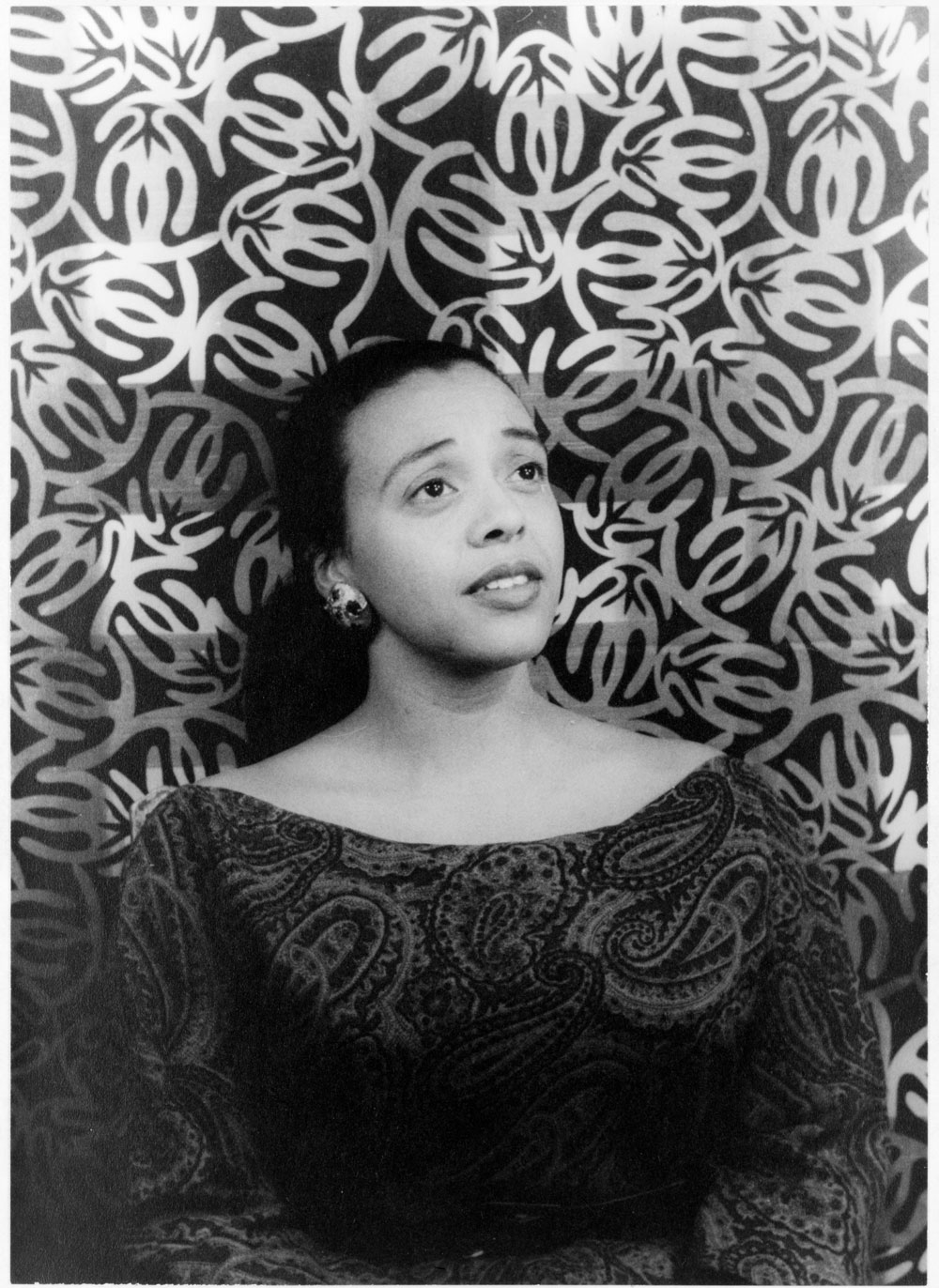
Adele Addison fotografiert von Carl Van Vechten, 1955

Adele Addison (* 24. Juli 1925 in Springfield, Massachusetts) ist eine US-amerikanische Opernsängerin (Sopran).

## Leben
Addison studierte Gesang am Westminster Choir College in Princeton, New Jersey, und am Berkshire Music Center in Tanglewood. Ihr Debüt hatte sie 1952 in der Town Hall in New York. Anschließend erhielt sie Engagements an der New England Opera und der New York City Opera und feierte große Erfolge mit dem American Orchestra. Ihr außerordentliches Repertoire umfasste Werke aus der Barockzeit bis zum 20. Jahrhundert.
In Otto Premingers Verfilmung Porgy und Bess (1959) leiht Adele Addison Dorothy Dandridge ihre Gesangsstimme für die Rolle der Bess.